# أوليفييه بيريز غونزاليس
أوليفييه بيريز غونزاليس (بالإسبانية: Olivier Pérez González)‏ هو محامي وسياسي كوستاريكي، ولد في 1901 في بونتاريناس في كوستاريكا. حزبياً، نشط في حزب العمل للمواطنين.